# Anisindion
Anisindion (internationaler Freiname) ist eine chemische Verbindung aus der Gruppe der 1,3-Indandionderivate.

## Gewinnung und Darstellung
Die Synthese von Anisindion wurde 1936 von C. Frederick Koelsch beschrieben. Man erhält die Verbindung durch Reaktion von Phthalid 1 mit p-Methoxybenzaldehyd 2 und Natriumethanolat.
Alternativ kann Anisindion 3 ausgehend von Phthalsäureanhydrid 4 und 4-Methoxyphenylessigsäure 5 hergestellt werden. Durch Umsetzung der beiden Ausgangsverbindungen in Gegenwart von wasserfreiem Natriumacetat und Kaliumacetat bei einer Temperatur über 200 °C erhält man zunächst unter Decarboxylierung 3-(4-Methoxybenzyliden)phthalid 6, das in Methanol mit Natriummethanolat zu Anisindion umlagert.

## Eigenschaften
Anisindion ist ein weißer Feststoff, der wenig löslich in Chloroform ist.
Anisindion ist ein synthetisches Antikoagulans, das die Bildung aktiver Prokoagulationsfaktoren und Proteine in der Leber verhindert.

## Regulierung
Über den Safe Drinking Water and Toxic Enforcement Act of 1986 besteht in Kalifornien seit 1. Oktober 1992 eine Kennzeichnungspflicht für Produkte, die Anisindion enthalten.